# Tasata unipunctata
Tasata unipunctata is een spinnensoort in de taxonomische indeling van de buisspinnen (Anyphaenidae).
Het dier behoort tot het geslacht Tasata. De wetenschappelijke naam van de soort werd voor het eerst geldig gepubliceerd in 1897 door Eugène Simon.